# BMW 270
La BMW 270, chiamata anche BMW F270, è una monoposto costruita su evoluzione della 269, in collaborazione con la Lola, dalla tedesca BMW per partecipare al campionato europeo di Formula 2 1970.

## Carriera agonistica
La BMW, evolvendo la precedente 269, fornì ai propri piloti una vettura molto competitiva, la quale nonostante non riuscì a spodestare il dominio delle monoposto motorizzate Cosworth, ottenne due vittorie e risultati di alto livello nel campionato europeo di Formula 2 1970, prima del ritiro della scuderia bavarese dalla competizione. Affiancata alla precedente BMW 269, al debutto a Thruxton la monoposto, guidata dal ben noto Jacky Ickx, andò subito a punti. Nel Gran premio non titolato di Rouen, Siffert ottenne anche la prima vittoria per la monoposto, la quale al Gran Premio del Mediterraneo si piazzerà sempre con Siffert in seconda piazza e con Ickx in terza posizione, dopo che il belga ottenne anche la pole position ed il giro veloce. Quest'ultimo inoltre, nella doppia trasferta austriaca, vincerà sia il Gran premio non titolato di Salisburgo sia la gara regolare a Tulln. Dopo una serie di ritiri, la vettura pilotata da Dieter Quester riuscirà anche a vincere il Gran Premio del Baden-Württemberg-Assia ad Hockenheim, la quale gara segnerà anche l'ultima disputata da costruttore della BMW in Formula 2. Tuttavia, l'ultima gara dove la 270 corse fu il 29 novembre, dove Dieter Quester vinse il Gran Premio di Macao 1970 marcando anche il giro veloce.

## Risultati
| 1970 | Bayerische Motoren Werke |         |         |     |     |     |         |         |         |         |   |
| 1970 | Bayerische Motoren Werke | Siffert | THR Rit | GER | BAR | LON | PER 2   | TUL 11  | IMO Rit | HOC     | 9 |
| 1970 | Bayerische Motoren Werke | Quester | THR     | GER | BAR | LON | PER     | TUL Rit | IMO     | HOC 1   | 9 |
| 1970 | Bayerische Motoren Werke | Ickx    | THR 6   | GER | BAR | LON | PER 3   | TUL 1   | IMO Rit | HOC     | 9 |
| 1970 | Bayerische Motoren Werke | Hahne   | THR     | GER | BAR | LON | PER Rit | TUL     | IMO     | HOC     | 9 |
| 1970 | Bayerische Motoren Werke | Basche  | THR     | GER | BAR | LON | PER     | TUL     | IMO     | HOC Rit | 9 |
| 1970 | Bayerische Motoren Werke | Bell    | THR     | GER | BAR | LON | PER     | TUL     | IMO     | HOC NP  | 9 |